# Radar O'Reilly
Desátník Walter Evžen O'Reilly, známější jako Radar O'Reilly je fiktivní postava ze seriálu M*A*S*H, stejnojmenného filmu i románu. Taktéž se objevil ve dvou epizodách seriálu M*A*S*H – Co bylo potom a získal dokonce vlastní televizní seriál W*A*L*T*E*R. Ve filmu i seriálu ho hraje Gary Burghoff. Je tak jednou z mála postav, u které se nezměnilo obsazení mezi filmem a seriálem. Jeho jméno není ve filmu zmíněno, avšak v seriálu je jeho jméno Walter Eugene O'Reilly. V pozdějších románech Richarda Hookera a Williama Butterwortha je nazýván jako J. Robespierre O'Reilly.

## Charakteristika
Radar se narodil v městě Ottumwa v Iowě. Do armády se dostal ihned po střední škole. Díky své velké citlivosti získává přezdívku Radar, neboť pokaždé slyší vrtulníky se zraněnými dřív, než je slyší ostatní. Také dokáže předvídat rozkazy velitelů dřív, než je sami vysloví.
Ve filmu a rané části seriálu je vylíčen jako bystrý a záludný úředník. Nosí s sebou průkazy a papíry pro případný podvod a prodává vstupenky na kukátko do sprch sester. Jindy pak třeba celý M*A*S*H navádí k nákupu obuvi přes zásilkovou službu. Miluje jídlo, dokáže sníst obrovské porce a rád upijí Henry Blakeovi jeho brandy a kouří jeho doutníky.

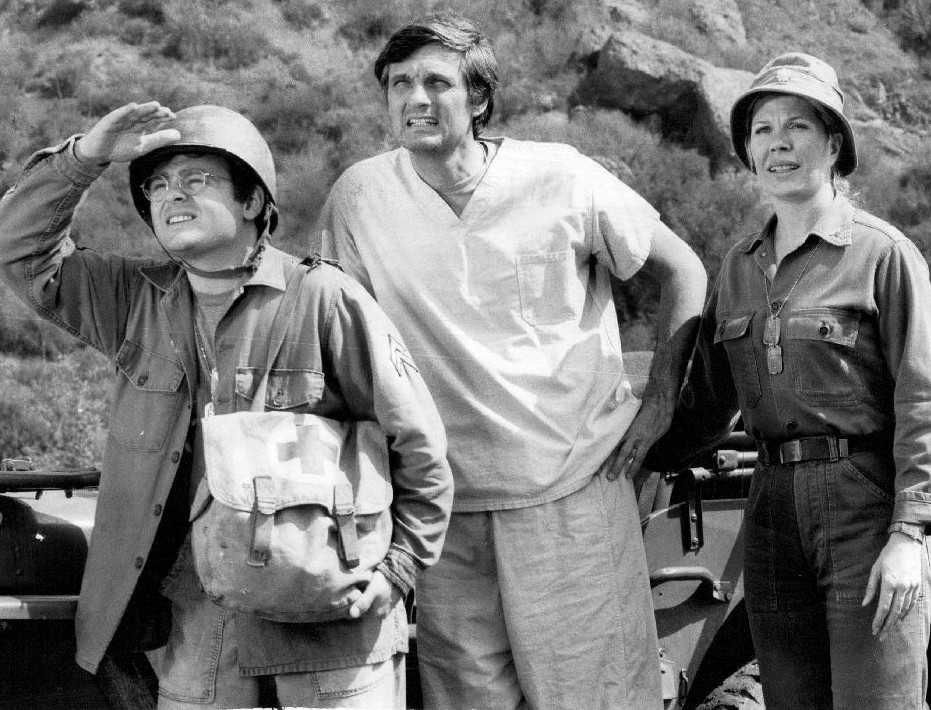
Radar (vlevo) s Hawkeye Piercem a Margaret O'Houlihan

Po první sérii však přišla změna. Burghoff se spolu se scenáristou Larrym Gelbartem rozhodl změnit postavu Radara v naivního venkovského chlapce, který stále spí se svým medvídkem a jeho oblíbeným nápojem je hroznové Nehi. Má strach z kontaktu s ženami a má sbírku superhrdinských komiksů. Nicméně je to velmi schopný úředník, vede táborový rozhlas a rádiovou stanici, přes kterou spojuje celou jednotku MASH s jejich rodinami, známými, ale také s velitelstvím. Samotný telefon má ve svém stanu.
Radar vzhlíží k doktorům a zvláštní vztah má k plukovníkům Blakeovi a později k plukovníku Potterovi. Ti se pro něj stanou téměř otcovskými postavami. Je také jedním z mála lidí, kterým Hawkeye Pierce kdy salutoval. Radar je ve 102. dílu povýšen na poručíka, když jeden člověk z vedení nemá peníze na zaplacení dluhu a nabídne Piercovi s Hunnicuttem povýšení. Ti odmítnou, ale poprosí o povýšení Radara. Ten si vyzkouší důstojnický život, avšak poté zjistí, že je složitější, než se zdá a vrací se ke své hodnosti desátníka.
V osmé sérii tráví Radar dovolenou v Tokiu a zastupuje jej Klinger, který ho neustále otravuje telefonáty. Vrací se v díle „Sbohem, Radare“, kdy se dozví, že zemřel jeho strýc Ed a jeho matce zůstane na starosti farma. Plukovník Potter mu nabízí propustku domů a Radar podstupuje těžké rozhodování, zda odjet či ne. Nechce, neboť ví, že jeho práce je v jednotce důležitá, avšak poté, co Klinger za něj sežene sháněný generátor, rozhodne se přece jen odjet. Jednotka pro něj měla připravený i rozlučkový mejdan, bohužel těsně před ním přivezou raněné a všichni musí na sál. Rozloučí se tak s Radarem narychlo, jediný Hawkeye mu nestihne nic říct a pouze mu zasalutuje ze sálu.
Po příletu do USA vyzvedne Radara manželka B. J. Hunnicutta. Ten jí i její dceři předá dárky, stráví s nimi nějaký čas a pak se vrací na farmu. Později, již v seriálu W*A*L*T*E*R farma skončí a on odjíždí do St. Louis a stává se policistou.

## Hraní
Gary Burghoff byl jeden z mála lidí, kteří věděli o seriálovém úmrtí Henryho Blakea. Když totiž Radar oznamoval sestřelení Blakeova vrtulníku, nikdo z herců o tom nevěděl a štáb tak docílil autentické reakce.
Burghoff se objevil v každé epizodě prvních třech sérií, ovšem poté začalo docházet k problémům v hercově osobním životě. Byla mu změněna smlouva na 13 epizod za sérii místo obvyklých 24. Během sedmé série začal Burghoff vyhořívat a rozhodl se ze seriálu odejít. Ukončil sedmou sérii a poté se vrátil ve dvojdíle „Sbohem, Radare“, ve kterém se postava Radara vrací do USA.